# KDE
KDE (skraćenica za K Desktop Environment) je grafičko sučelje za UNIX operacijske sustave. Projekt je započet 1996. godine, a trenutačno je u inačici 5.x.
To je ujedno i prvo grafičko sučelje koje je u potpunosti prevedeno na hrvatski jezik. Prijevod su radili članovi HULK-a.
KDE je među korisnicima *nix (Unix-like, Unixoidnih) operacijskih sustava poznat kao grafičko sučelje modernog dizajna gdje je tzv. prilagođenost korisniku (user-friendliness) najbitnija. To ga čini nešto zahtjevnijim od ostalih alternativa kao što su GNOME ili Xfce.
Sam kreator Linux jezgre (kernela), Linus Torvalds, dugogodišnji je pobornik KDE sučelja. Kakogod, krajem 2008. godine u intervjuu priznaje da su ga neprilike kod korištenja najnovijih inačica (4.0 - 4.2) nagnale da razmisli o korištenju GNOME-a. Činjenica je da je prelazak s KDE 3 na KDE 4 bio dugotrajan i težak, te je odbio mnoge korisnike, koji se nakon verzije 4.2 ipak vraćaju. Nepoznato je da li Linus trenutno koristi KDE.
Jedan od podprojekata KDE je i paket uredskih alata Koffice. Unatoč nešto manjim mogućnostima u odnosu na OpenOffice.org ili Microsoft Office, zadovoljava većinu potreba prosječnog korisnika.

## Glavne KDE aplikacije
Napomena: Ovaj popis nije potpun! 

Aplikacije koje KDE sadrži:
- amaroK - Svirač multimedijskih datoteka
- K3b - program za snimanje CD i DVD medija
- Kate - uređivač teksta
- KDevelop - Integrirano razvojno okružje (IDE)
- Kontact - Personal information manager
- Konsole - Emulator terminala
- Kopete - Program za instant messaging
- Konqueror - File manager i web preglednik koji koristi KHTML (KHTML Wiki  Arhivirana inačica izvorne stranice od 9. travnja 2006. (Wayback Machine))
- KWrite - Jednostavni uređivač teksta s jednostavnijim funkcijama
- Quanta + - Prema LinuxQuestions.org najbolja Linux aplikacija za web-razvoj
- Kaffeine - univerzalni multimedijski player s dodatnim mogućnostima, poput ripanja audio CD-ova
- KTorrent - Program za razmjenu datoteka preko interneta putem torrent protokola. Može pretraživati najpoznatije torrent stranice, ima mogućnost biranja koje datoteke izostaviti iz razmjene, a u toku razmjene datoteka daje sve važne informacije.

## Srodni tekstovi
- Xfce
- GNOME

## Vanjske poveznice
- Službena stranica
- KDE novosti
- KDE forum